# 핑 우
핑 우(Ping Wu, 1956년 6월 16일 ~ )는 미국의 배우, 텔레비전 배우이다. 뉴헤이번에서 태어났다.

## 영화
- 디어 시크릿 산타 (2013년)
- 알러뷰 맨 (2009년)
- 진주만 (2001년)
- 식스 데이 세븐 나잇 (1998년)
- 모스트 원티드 (1997년)
- 성룡의 폴리스 스토리4 (1996년)
- 언더 씨즈 2 (1995년)
- 터치드 바이 언 엔젤 (1994년)
- 리벤지 (1994년)
- 닥터 (1991년)
- 폭풍 속으로 (1991년)
- 사인필드 (1990년)
- 불멸의 록 허드슨 (1990년)
- 히로시마 원폭 투하 (1990년)
- 트라이앵글 (1989년) - 팜 역